# Johann Ruysch
Johann Ruysch, também referido como Johann Ruijsch, Johannes Ruysch, ou Giovanni Ruisch (Utrecht, ca. 1460 – Colônia, Alemanha, 1533), foi um explorador, cartógrafo, astrónomo e pintor dos Países Baixos. Em 1507 estava ativo em Roma, onde publicou um dos mais importantes planisférios do início do século XVI, o segundo mapa impresso na história, em que se apresentavam informações sobre o Novo Mundo.

## Biografia
Pouco se sabe acerca de sua biografia. Em documentos antigos é por vezes referido como Flamengo ou Alemão. Acredita-se possa ter nascido em Utrecht, embora também se presuma que possa ter nascido em Antuérpia, e outras fontes ainda o considerem alemão.

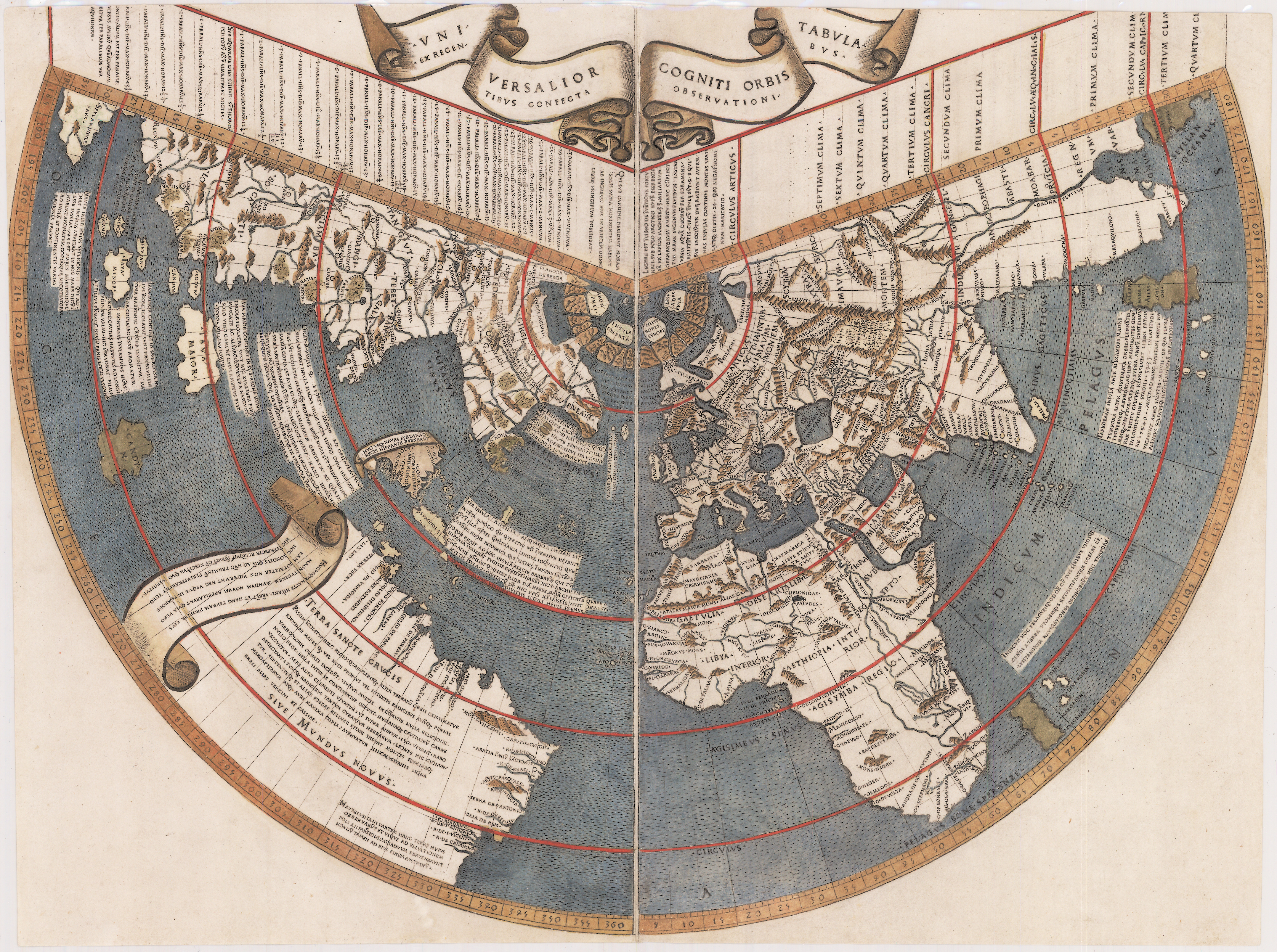
Planisfério de Ruysch, 1507.

É possível que tenha acompanhado alguma das expedições inglesas à Terra Nova, apontando-se como a mais provável a de Giovanni Caboto em 1497. Dado o elevado número de topónimos portugueses que empregou na confecção de seu planisfério, deve ter tido contacto com marinheiros dessa nacionalidade, possivelmente no porto de Bristol.
Em 1505 ingressou, ao que tudo indica, no mosteiro beneditino de São Martinho em Colónia como sacerdote secular. Pouco tempo depois encontra-se em Roma, onde o Papa Júlio II lhe deu dispensa das suas funções sacerdotais. O surgimento em Roma, em 1507, do seu célebre planisfério levou a identificá-lo com o "flamengo" de nome "Johann" citado entre os pintores que participaram em 1508 e 1509 nas decorações da Stanza della Segnatura.
De Roma passou à Corte de Portugal, onde trabalhou como cartógrafo e astrónomo a serviço de D. Manuel I.
Em data indeterminada retornou ao mosteiro de São Martinho, vítima de tuberculose, mas ainda com forças para pintar um afresco em uma de suas abóbadas - os meses, as fases da lua e as constelações - pintura hoje perdida. Ali veio a falecer em idade avançada, em 1533, em uma pequena cela junto à biblioteca do mosteiro.

## O planisfério de Ruysch
Este planisfério, desenhado em 1507, foi um dos primeiros a atualizar o mapa de Ptolemeu e, graças à imprensa, o que maior impacto teve sobre as percepções geográficas dos europeus, ao difundir-se em milhares de cópias, acompanhando uma edição atualizada da Geographia de Ptolemeu.
Trata-se de uma estampa calcográfica impressa no formato de 40,5 x 53,5 centímetros. O título completo encontra-se indicado em uma bandeirola: "Universalior Cogniti Orbis Tabula, Ex recentibus confecta observationibus" (Carta de todo o orbe conhecido, realizada a partir de descobrimentos recentes).
Como o planisfério de Contarini, de que poderia derivar, utiliza uma projeção cônica, onde os  paralelos são círculos concêntricos e os meridianos linhas originadas no pólo Norte. O meridiano zero divide as duas folhas e atravessa as ilhas Canárias.
Os topónimos portugueses sugerem que Ruysch utilizou fontes dessa origem, o que é reforçado por outros detalhes, como a presença da Taprobana (Sri Lanka) e Madagascar, ou os numerosos detalhes que figuram na Índia e outros territórios explorados pelos navegadores portugueses.